# The Ruling Voice
Pour plus de détails, voir Fiche technique et Distribution.
The Ruling Voice est un film américain de Rowland V. Lee, sorti en 1931.

## Synopsis
Au nom de l'amour et du respect qu'il porte à son unique fille, un patron du crime organisé va reconsidérer son implication dans le racket d'extorsion qu'il a mis des années à construire au risque de paraître faible aux yeux de ses adversaires et de ses proches....

## Fiche technique
- Titre français : The Ruling Voice
- Réalisation : Rowland V. Lee
- Scénario : Rowland V. Lee et Donald W. Lee, Byron Morgan et Robert Lord
- Photographie : Sol Polito
- Montage : George Amy
- Pays d'origine :  États-Unis
- Langue : anglais, français
- Format : Noir et blanc - 1,37:1 - Mono
- Genre : Drame, policier
- Durée : 76 minutes
- Date de sortie : 1931

## Distribution
- Walter Huston : Jack Bannister
- Loretta Young : Gloria Bannister
- Dudley Diggs : Abner Sneed
- David Manners : Dick Cheney
- Doris Kenyon : Mary Stanton
- John Halliday : Dexter Burroughs
- Willard Robertson : Ed Bailey
- Gilbert Emery : Andrew Gregory
- Douglas Scott : Malcolm Stanton
- Nora Cecil (non créditée) : l'infirmière de Malcolm